# Rosamond
Rosamond is een plaats (census-designated place) in de Amerikaanse staat Californië, en valt bestuurlijk gezien onder Kern County.

## Demografie
Bij de volkstelling in 2000 werd het aantal inwoners vastgesteld op 14.349.

## Geografie
Volgens het United States Census Bureau beslaat de plaats een oppervlakte van
135,6 km², waarvan 135,3 km² land en 0,3 km² water. Rosamond ligt op ongeveer 714 m boven zeeniveau.

## Plaatsen in de nabije omgeving
De onderstaande figuur toont nabijgelegen plaatsen in een straal van 40 km rond Rosamond.